# Чимітіле
Чимітіле (італ. Cimitile, сиц. Cimitili) — муніципалітет в Італії, у регіоні Кампанія,  метрополійне місто Неаполь.
Чимітіле розташоване на відстані близько 210 км на південний схід від Рима, 27 км на північний схід від Неаполя.
Населення — 7256 осіб (2014).
Щорічний фестиваль відбувається 14 січня. Покровитель — San Felice in Pincis.

## Демографія
Населення за роками:

Станом на 1 січня 2023 року в муніципалітеті офіційно проживало 256 іноземців з 21 країни, серед них 26 громадян країн Євросоюзу та 153 громадяни України.

## Сусідні муніципалітети
- Кампозано
- Казамарчіано
- Коміціано
- Нола